# Мамаду Діарра
Мамаду́ Діарра́ (фр. Mahamadou Diarra, нар. 18 травня 1981, Бамако, Малі) — колишній малійський футболіст, що грав на позиції півзахисника.

## Клубна кар'єра
Народився 18 травня 1981 року в місті Бамако. Вихованець малійської футбольної школи «Центр Саліф Кейта».
У дорослому футболі дебютував 1998 року виступами за команду грецького клубу ОФІ, в якій провів один сезон, взявши участь у 21 матчі чемпіонату. 
Своєю грою за цю команду привернув увагу представників тренерського штабу нідерландського «Вітесса», до складу якого приєднався 1999 року. Відіграв за команду з Арнема наступні три сезони своєї ігрової кар'єри. Більшість часу, проведеного у складі «Вітесса», був основним гравцем команди.
2002 року уклав контракт з клубом «Олімпік» (Ліон), у складі якого провів наступні чотири роки своєї кар'єри гравця.  Граючи у складі ліонського «Олімпіка» також здебільшого виходив на поле в основному складі команди. За цей час чотири рази виборював титул чемпіона Франції.
З 2006 року п'ять сезонів захищав кольори команди клубу «Реал Мадрид».  За цей час додав до переліку своїх трофеїв два титули чемпіона Іспанії.
Частину 2011 року захищав кольори «Монако».
2012 року перейшов до складу англійського «Фулгема», за який протягом двох сезонів провів 25 матчів в національному чемпіонаті, після чого вирішив завершити ігрову кар'єру.

## Виступи за збірну
2001 року дебютував в офіційних матчах у складі національної збірної Малі. Загалом провів у формі головної команди країни 64 матчі, забивши 6 голів. Був учасником чотирьох розіграші Кубка африканських націй — 2002, 2004, 2008 та 2010 років.

## Титули і досягнення
- Чемпіон Франції (4):

«Олімпік» (Ліон):  2002–03, 2003–04, 2004–05, 2005–06
- Володар Суперкубка Франції (5):

«Олімпік» (Ліон): 2002, 2003, 2004, 2005, 2006
- Чемпіон Іспанії (2):

«Реал Мадрид»:  2006–07, 2007–08
- Володар Суперкубка Іспанії (1):

«Реал Мадрид»: 2008